# PA-457
A PA-457 ou Rodovia Everaldo Martins é uma rodovia estadual do Pará que liga a cidade de Santarém ao distrito de Alter do Chão. A mesma se encontra pavimentada, e importante via de acesso a outras praias, como Ponta de Pedras, e algumas comunidades agrícolas.